# Chucándiro (kommun)
Chucándiro är en kommun i Mexiko.   Den ligger i delstaten Michoacán de Ocampo, i den centrala delen av landet, 240 km väster om huvudstaden Mexico City.
Följande samhällen finns i Chucándiro:
- Chucándiro
- El Salitre
- San Sebastián
- Urundaneo
- El Jacal
- El Marijo
- La Presa
- Las Arenas
- Tanimireche